# American Institute of Architects

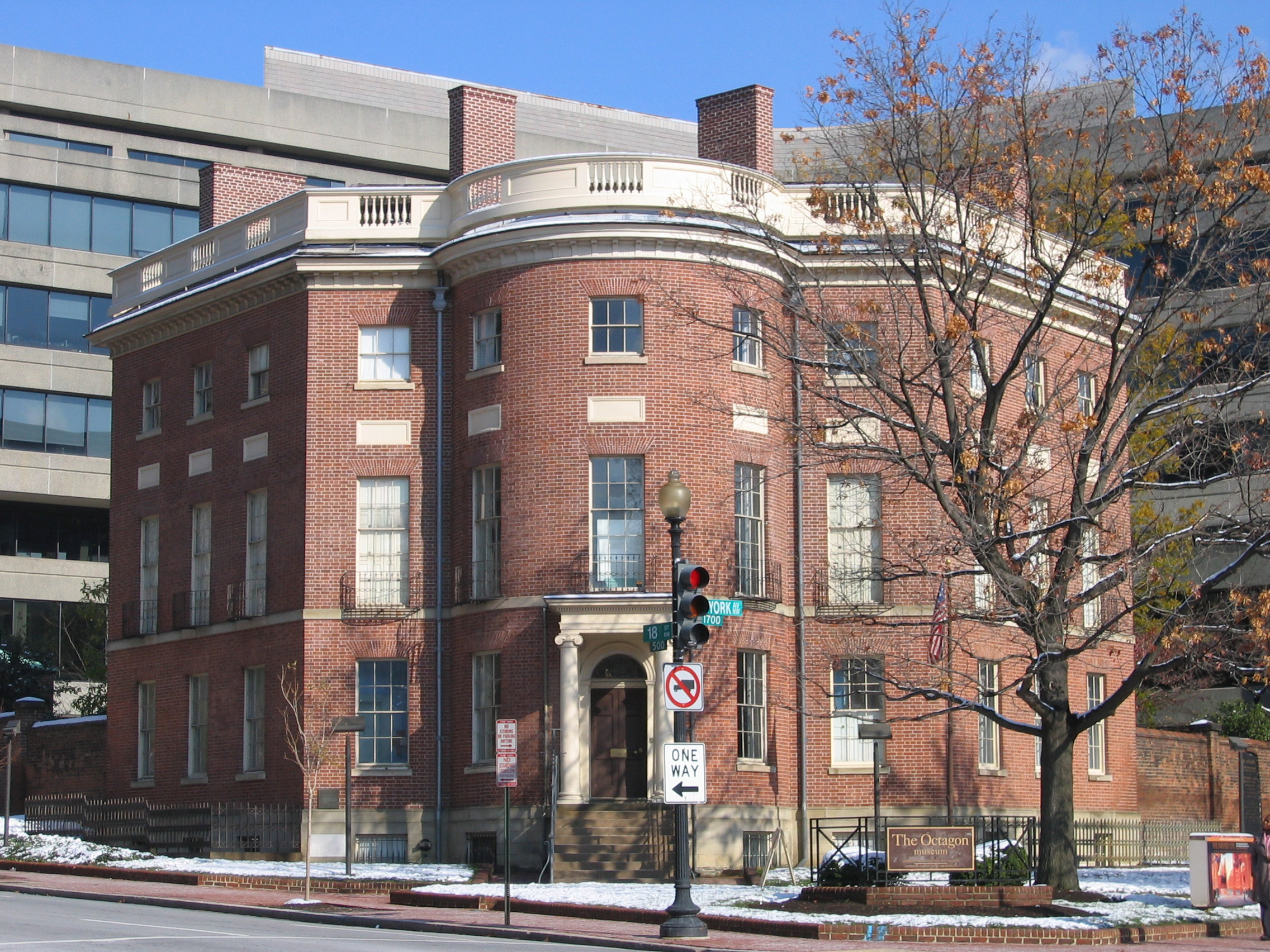
"The Octagon House" in Washington DC, de oorspronkelijke hoofdvestiging van de AIA.

Het American Institute of Architects (AIA) is een beroepsorganisatie voor architecten in de Verenigde Staten. Het werd in 1857 opgericht door een groep van 13 architecten teneinde "de wetenschappelijke en praktische perfectie van zijn leden te bevorderen" en "de status van de professie te verhogen". Tegenwoordig sponsort zij opleidingen, ontwerpt contractformulieren, geeft informatie, doet marktonderzoek en analyseert de economische factoren die van invloed zijn op de praktijk van de architectuur. Daarnaast organiseert zij de jaarlijkse "AIA National Convention  and Design Exposition" en reikt prijzen uit aan instituten, bureaus, gemeenschappen en individuen.
De AIA bestaat uit ca. 300 deelorganisaties ("chapters"), gevestigd door de hele Verenigde Staten en wereldwijd in het buitenland. Deze ondersteunen architecten landelijk, per staat en lokaal, inclusief Amerikaanse architecten die werkzaam zijn in het buitenland.

## Nederlandse ereleden

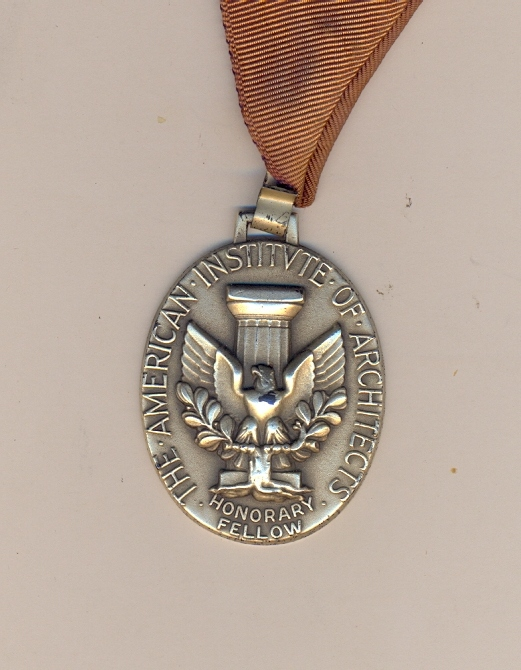
medaille behorend bij erelidmaatschap van het American Institute of Architects (1971)

Diverse Nederlandse architecten zijn vanwege hun verdiensten voor de architectuur en de maatschappij benoemd tot ereleden van AIA. In chronologische volgorde viel deze eer te beurt aan achtereenvolgens Willem Dudok (1952), Jo van den Broek (1962), Jaap Bakema (1966), Lex Haak (1971), Ernest Groosman (1977), Aldo van Eyck (1982), Rem Koolhaas (1999), Herman Hertzberger (2004), Francine Houben (2007), Jo Coenen (2009) en Winy Maas (2009).